# Palais Roznovanu
 Le palais Roznovanu est un monument architectural (cod LMI) construit à la fin du XVIIIe siècle à Iași.
Le bâtiment abrite le siège actuel de l'hôtel de ville de Iași et se révèle impressionnant par sa somptuosité et le faste de ses intérieurs. Édifié à la fin du XVIIIe siècle, il a été restauré entre 1830 et 1833 par le célèbre architecte Gustav Freywald, qui a également conçu la cathédrale métropolitaine de Iași.
Dans l'ensemble, au vu de son architecture tant intérieure qu'extérieure, le palais relève du style néoclassique, assorti d'éléments ornementaux éclectico-baroques. Jusqu'en 1891, date à laquelle il a été vendu à l'État, le bâtiment était la résidence des Rosetti-Roznovanu, la famille la plus puissante et la plus influente de la scène politique moldave de la ville. Étant l'une des résidences les plus importantes de Iași à son époque, elle a accueilli de nombreuses personnalités et a été témoin d'événements historiques majeurs.
En 1788, s'installe au palais, le général russe Romanov et plus tard, toute la diplomatie russe, située ici lors du règlement organique (1829-1831). De plus, en 1866, la famille Roznovanu, soutenue par les forces politiques russes, essaye d'organiser un complot qui tente d'y établir le siège de la Moldavie, mais sans succès.
En 1892, le palais Roznovanu est utilisé comme résidence temporaire de la famille royale, une partie de l'espace étant alloué aux autorités locales. Le bâtiment a joué un rôle spécial sur la scène de l'histoire, en particulier pendant la Première Guerre mondiale, entre 1916 et 1918, lorsqu'il a accueilli le siège des ministères de la direction politique des réfugiés à Bucarest. Dans la salle où se trouve actuellement le cabinet du maire, il y avait le bureau du roi Ferdinand Ier, et dans la salle de réunion actuelle du conseil local, en 1918, le conseil de guerre de Roumanie s'est réuni. Dans l'entre-deux-guerres, le palais connaît à nouveau l'éclat de la vie d'autrefois, de sorte qu'à partir de 1944, il devient le siège du Comité du Parti de la ville et à partir de 1970 le siège de la mairie de Iași.
Après 1990, d'importantes personnalités de la vie politique roumaine, des membres de la Maison royale, des ambassadeurs et des représentants des États du monde entier ont été accueillis dans la grande salle du palais.